# Heteropsis
Heteropsis is een geslacht van vlinders uit de familie van de Nymphalidae uit de onderfamilie van de Satyrinae.
De wetenschappelijke naam van de soort is voor het eerst gepubliceerd in 1850 door John Obadiah Westwood. De taxonomie van het geslacht werd grondig herschikt door de Britse onderzoeker Dr. David C. Lees in 2003, en daarna in 2016 door Aduse-Poku et al.. Ze stelden voor om de soorten die op dat moment in het geslacht Heteropsis voorkwamen te verdelen over drie geslachten volgens hun geografisch voorkomen daarbij ondersteund door genetisch onderzoek. De verdeling over de drie geslachten is als volgt: Madagaskar: Heteropsis, Afrika (vasteland): Brakefieldia en Azië: Telinga. Daarnaast kregen ook veel taxa waarvan werd verondersteld dat het synoniemen waren van bestaande taxa de soortstatus. 
De soorten van dit geslacht komen alleen in Madagaskar en de Comoren voor.

## Soorten
- Heteropsis alaokola (Oberthür, 1916)
- Heteropsis anceps (Oberthür, 1916)
- Heteropsis andasibe (Lees, 2003)
- Heteropsis andravahana (Mabille, 1878)
- Heteropsis anganavo (Ward, 1871)
- Heteropsis angulifascia (Butler, 1879)
- Heteropsis ankaratra (Ward, 1870)
- Heteropsis ankoma (Mabille, 1878)
- Heteropsis ankova (Ward, 1870)
- Heteropsis antahala (Ward, 1872)
- Heteropsis avaratra Lees & Kremen, 2016
- Heteropsis avelona (Ward, 1870)
- Heteropsis barbarae Lees & Kremen, 2016
- Heteropsis bicristata (Mabille, 1878)
- Heteropsis borgo Lees, 2016
- Heteropsis comorana (Oberthür, 1916)
- Heteropsis comorensis (Oberthür, 1916)
- Heteropsis cowani (Butler, 1880)
- Heteropsis drepana (Westwood, 1850)
- Heteropsis erebennis (Oberthür, 1916)
- Heteropsis erebina (Oberthür, 1916)
- Heteropsis exocellata (Mabille, 1880)
- Heteropsis fraterna (Butler, 1868)
- Heteropsis fuliginosa (Mabille, 1878)
- Heteropsis harveyi Lees & Kremen, 2016
- Heteropsis hazovola Lees & Raharitsimba, 2016
- Heteropsis iboina (Ward, 1870)
- Heteropsis imerina Lees, 2016
- Heteropsis kremenae Lees, 2016
- Heteropsis laeta (Oberthür, 1916)
- Heteropsis laetifica (Oberthür, 1916)
- Heteropsis lanyvary Lees, 2016
- Heteropsis mabillei (Butler, 1879)
- Heteropsis maeva (Mabille, 1878)
- Heteropsis masoura (Hewitson, 1875)
- Heteropsis mayottensis (Oberthür, 1916)
- Heteropsis menamenoides Lees, 2016
- Heteropsis mimetica Lees & Kremen, 2016
- Heteropsis narcissus (Fabricius, 1798)
- Heteropsis narova (Mabille, 1877)
- Heteropsis oberthueri Lees, 2016
- Heteropsis obscura (Oberthür, 1916)
- Heteropsis pallida (Oberthür, 1916)
- Heteropsis paradoxa (Mabille, 1880)
- Heteropsis parva (Butler, 1879)
- Heteropsis parvidens (Mabille, 1880)
- Heteropsis passandava (Ward, 1871)
- Heteropsis pauliani Lees, 2016
- Heteropsis pauper (Oberthür, 1916)
- Heteropsis roussettae Lees & Kremen, 2016
- Heteropsis sabas (Oberthür, 1923)
- Heteropsis sogai Lees, 2016
- Heteropsis strato (Mabille, 1878)
- Heteropsis strigula (Mabille, 1877)
- Heteropsis subsimilis (Butler, 1879)
- Heteropsis tianae Lees & Kremen, 2016
- Heteropsis tornado Lees, Allaoui & Aduse-Poku 2016
- Heteropsis turbans (Oberthür, 1916)
- Heteropsis turbata (Butler, 1880)
- Heteropsis undulans (Oberthür, 1916)
- Heteropsis uniformis (Oberthür, 1916)
- Heteropsis vanewrighti Lees, 2016
- Heteropsis vertigo Lees & Raharitsimba, 2016
- Heteropsis viettei (Lees, 2003)
- Heteropsis vola (Ward, 1870)
- Heteropsis wardii (Mabille, 1877)
- Heteropsis westwoodi Lees, 2016

## Synoniemen
De vlinders werden ook beschreven onder verschillende synoniemen:
- Henotesia (Butler, 1879)
- Houlbertia (Oberthür, 1916)
- Masoura (Hemming, 1964)
- Smithia (Mabille, 1880)
- Gallienia (Oberthür, 1916)
- Admiratio (Hemming, 1964)